# Spectrum (revista)
Spectrum es una revista oficial del foro de adventistas, y una edición no oficial de la Iglesia Adventista del Séptimo Día, que se publica cuatro veces al año. Se creó con el fin de que los seguidores y simpatizantes de la Iglesia del Séptimo Día fomentaran y discutieran sobre temas cristianos, religiosos y en general. También para «fomentar el crecimiento intelectual y cutlural». Presenta un punto de vista progresista teológico.

## Historia
Spectrum fue fundada en 1969. Molleurus Couperus, un médico de Loma Linda, California, fue nombrado el primer editor.
La revista publicó las transcripciones de algunas discusiones de la Conferencia Bíblica de 1919 en la década de los años 1970. El editor Roy Branson después reflexionó y afirmó que «fue el tema más importante» de la revista.
En 1998, las oficinas de la revista se trasladaron de Takoma Park, Maryland, a Roseville y California.

### Editores
- 1969-1975: Molleurus Couperus[5][4]
- 1975-1978: Roy Branson y Charles Scriven[9]
- 1978-1998: Roy Branson[10]
- 1998 - presente, Bonnie Dwyer[10]

### En Internet
Jared Wright, ex Adventista y pastor del Séptimo Día, trabaja como jefe de redacción de la página web de la revista. El sitio web fue creado en 2007. En diciembre de 2008, Spectrum informó que su sitio web ocupaba el segundo lugar entre las noticias e informaciones orientadas a los adventistas.

## Premio
En 2014, la revista ganó el premio a la excelencia en Angriest Comment Section on the Internet.